# Monhystera sabulicola
Monhystera sabulicola är en rundmaskart som beskrevs av Allgen 1929. Monhystera sabulicola ingår i släktet Monhystera och familjen Monhysteridae. Arten är reproducerande i Sverige. Inga underarter finns listade i Catalogue of Life.